# Huragan Wołomin
Huragan Wołomin – polski klub piłkarski z siedzibą w Wołominie, założony w 1923 r.

## Informacje ogólne
- Pełna nazwa: Piłkarski Wołomiński Klub Sportowy „Huragan”
- Rok założenia: 1923
- Chronologia nazw klubu:
  - Wołomiński Klub Sportowy „Huragan”
  - „Kolejarz” Wołomin
  - Wołomiński Klub Sportowy „Huragan”
  - Piłkarski Wołomiński Klub Sportowy „Huragan”
- Barwy: czarno-białe
- Adres: ul. Korsaka 4, 05-200 Wołomin
- Pojemność stadionu: 1 000 miejsc (w tym 574 miejsc siedzących)[1]

## Sukcesy
- awans do III ligi (IV szczebel) (2012/2013)
- występy w III lidze (III szczebel) (1953-1961)

## Trenerzy od sezonu 2003/2004 roku
Lista trenerów prowadzących zespół Huraganu Wołomin w danych latach. Dane obejmują wszystkich szkoleniowców od sezonu 2003/2004 roku.
| Lp. | Imię i nazwisko      | Okres urzędowania    | Okres urzędowania    |
| --- | -------------------- | -------------------- | -------------------- |
| 1.  | Jerzy Kamiński       | 2003                 | 2004                 |
| 2.  | Andrzej Greloch      | 2004                 | 2006                 |
| 3.  | Krzysztof Gawara     | 2006                 | do 21 listopada 2011 |
| 4.  | Krzysztof Etmanowicz | od 21 listopada 2011 | do 14 stycznia 2012  |
| 5.  | Zygmunt Ocimek       | od 21 stycznia 2012  | do 11 Kwietnia 2012  |
| 6.  | Andrzej Prawda       | od 12 kwietnia 2012  | do 24 czerwca 2013   |
| 7.  | Sergiusz Wiechowski  | od 2 lipca 2013      | do 24 Kwietnia 2014  |
| 8.  | Piotr Stańczuk       | od 24 lipca 2014     | do 28 marca 2015     |
| 9.  | Andrzej Prawda       | od 30 marca 2015     | do 15 lutego 2016    |
| 10. | Andrzej Greloch      | od 16 lutego 2016    | do 3 kwietnia 2017   |
| 11. | Dariusz Bratkowski   | od 4 kwietnia 2017   | do 30 sierpnia 2017  |
| 12. | Andrzej Greloch      | od 31 sierpnia 2017  | do 6 marca 2019      |
| 13. | Sergiusz Wiechowski  | od 7 marca 2019      | do 20 września 2021  |
| 14. | Andrzej Greloch      | od 21 września 2021  | do 30 kwietnia 2023  |
| 15. | Damian Tucin         | od 1 maja 2023       | do 31 grudnia 2023   |
| 16. | Aleksander Cieślak   | od 1 stycznia 2024   | do 30 czerwca 2024   |
| 17. | Damian Tucin         | od 1 lipca 2024      | do 24 czerwca 2025   |
| 18. | Roland Kowalczyk     | od 3 lipca 2025      | do dziś              |

## Obecny skład
Stan na 30 czerwca 2024
| Nr | Poz. | Piłkarz                |
| -- | ---- | ---------------------- |
|    | BR   | Krzysztof Kacperski    |
|    | BR   | Nikodem Laskowski      |
|    | BR   | Dominik Wyszyński      |
|    | OB   | Mateusz Błoński        |
|    | OB   | Jan Chrapiński         |
|    | OB   | Kacper Gawryś          |
|    | OB   | Adrian Juszyński       |
|    | OB   | Mateusz Misztalewski   |
|    | OB   | Przemysław Niski       |
|    | OB   | Łukasz Sawicz          |
|    | OB   | Kamil Senda            |
|    | OB   | Jakub Trzciński        |
|    | OB   | Oleksandr Vechtomov    |
|    | NA   | Franciszek Grabowski   |
|    | NA   | Piotr Manaj            |
|    | NA   | Marcel Rek             |
|    | NA   | Olgierd Wełna          |
|    | PO   | Piotr Bergiel          |
|    | PO   | Oskar Damętko          |
|    | PO   | Mateusz Dąbkowski      |
|    | PO   | Wiktor Dolmow          |
|    | PO   | Mikołaj Dworak         |
|    | PO   | Jan Foryś              |
|    | PO   | Albert Grabowski       |
|    | PO   | Norbert Grzymała       |
|    | PO   | Mateusz Koclęga        |
|    | PO   | Piotr Kuc              |
|    | PO   | Mateusz Marcinkiewicz  |
|    | PO   | Mikołaj Matera         |
|    | PO   | Przemysław Przychodzeń |
|    | PO   | Mateusz Torsz          |
|    | PO   | Grzegorz Trzonkowski   |